# Katarzyna Żylińska
Katarzyna Żylińska (ur. 8 stycznia 1983 r.) – polska siatkarka występująca na pozycji środkowej w zespole Pronar AZS Białystok.
Tuż przed sezonem 2010/2011 siatkarka doznała poważnej kontuzji, która wykluczyła ją z gry do końca sezonu. Podczas leczenia kontuzji Żylińska postanowiła przedłużyć swój kontrakt obowiązujący do końca sezonu 2012/2013. Z przyczyn osobistych zawodniczka nie zagra w sezonie 2011/2012.

## Kluby
- AZS Politechnika Częstochowa
- 2004 - 2006  AZS Białystok
- 2006 - 2008  AZS Politechnika Częstochowa
- 2008 - 2013  Pronar AZS Białystok